# Jesús Carranza, Tabasco
Jesús Carranza är en ort i Mexiko.   Den ligger i kommunen Comalcalco och delstaten Tabasco, i den sydöstra delen av landet, 600 km öster om huvudstaden Mexico City. Jesús Carranza ligger 11 meter över havet och antalet invånare är 791.
Terrängen runt Jesús Carranza är mycket platt. Runt Jesús Carranza är det ganska tätbefolkat, med 160 invånare per kvadratkilometer. Närmaste större samhälle är Comalcalco, 6,2 km väster om Jesús Carranza. Trakten runt Jesús Carranza består till största delen av jordbruksmark.